# 2013年全港運動會油尖旺區代表團
2013年全港運動會油尖旺區代表團，是油尖旺區在2013年全港運動會的代表團。

## 人員構成

### 團長
- 團長：候永昌
- 副團長：趙汝熙、林建康

### 領隊及運動員
- 總領隊：陳少棠

#### 田徑
- 領隊：葉傲冬
- 教練：李慧霖、陳皓怡
- 運動員：陳輝浩、陳朗、陳道宏、陳綺翹、張德良、鍾文健、黃家良、陳駱羲、汪曉茵、黃斌科、袁皓怡

#### 羽毛球
- 領隊：黃舒明
- 教練：譚樂天、陳其德
- 運動員：陳子健、鄭雅文、張天文、鍾穎彤、詹振邦、李仲翹、李宇明、梁威利、李婷燕、廖家欣、盧瑞蘭、吳礎鈞、吳介斯、彭震宇、湯少文、唐天佑、曾靜珊、殷震宇

#### 籃球
- 領隊：梁偉權
- 教練：林小英、劉少碧
- 運動員：區麗菁、陳凱欣、莊倩嫻、徐榮茵、何藻怡、禤卓岐、孔逸娜、關嘉宜、林小玲、劉懿殷、李翹峰、梁仲霆、李嘉耀、羅善行、馬家欣、潘佩旋、蕭劍榮、湯健文、黃志偉、胡國鋒、楊敏華、翁萬特

#### 五人足球
- 領隊：孔昭華
- 教練：趙俊文
- 運動員：陳嘉煒、陳錦新、陳鈞洛、陳偉新、孔藝昌、孔藝明、李國威、梁國城、吳梓健、蘇浩賢、譚家樂、唐浚傑、楊浚迪
- 賽事

油尖旺區於五人足球初賽階段被編為C組作賽。
| 場次 | 日期          | 時間  | 賽事                 | 地點         | 賽果 | 備註 |
| 23   | 2013年4月6日  | 14:00 | 油尖旺區 對 觀塘區   | 沙咀道遊樂場 | 0:2  |      |
| 26   | 2013年4月13日 | 15:00 | 油尖旺區 對 北 區    | 沙咀道遊樂場 | 2:7  |      |
| 28   | 2013年4月17日 | 20:30 | 油尖旺區 對 九龍城區 | 康寧道遊樂場 | 1:0  |      |
| 31   | 2013年4月29日 | 19:30 | 油尖旺區 對 西貢區   | 康寧道遊樂場 | 0:3  |      |

#### 游泳
- 領隊：關秀玲
- 教練：潘暾一
- 運動員：區梓皓、區穎賢、張子欣、昌嘉朗、周敬芯、鍾韻盈、方文謙、何芷蕊、許曼琪、高家俊、高浚曦、高浚翰、劉紹宇、劉溢豐、李昊藍、彭昊翹、鄧巧儒、王國豪、容卓朗、鍾博華

#### 乒乓球
- 領隊：黃萬成
- 教練：區卓正、梁建宗
- 運動員：陳志明、陳秀珠、周蔚洋、朱曉軒、朱曉宇、方焯琪、洪佳南、簡少萍、郭澤南、顧靜芳、李志潔、李佩珊、李元基、MUSKAAN Chandani、徐鎮威、王雅頤

#### 網球
- 領隊：楊子熙
- 教練：洪傳書、葉永青
- 運動員：歐陽冠能、陳天青、周倩名、蔡珍娜、周詠茵、葉麗清、關偉祥、林峙清、劉卓帆、羅國錫、李夏新、李志強、文永輝、辛敏之、鄧慶銦、黃雅裕

#### 排球
- 領隊：許德亮
- 教練：李佳魯、張偉貞
- 運動員：陳曦文、陳勁邦、陳國隆、鄭晃彰、張芳婷、張海鷹、張琇雯、張逸傑、蔡君娟、蔡詩敏、周祖因、朱露妍、方健銘、何志敏、何振軒、葉詠欣、江嘉泓、郭詩林、林智恆、劉俊科、魯嘉欣、彭子欣、辛朝殷、蕭嘉穎、鄧柏駿、唐佩欣、黃俊傑、黃慧虹、胡雅軒、鄔詠恩、楊紫霞、余嘉茵、任智聰